# 이학민
이학민(1991년 3월 11일 ~ )는 대한민국의 축구 선수로 현재 K리그2 충남 아산 FC에서 수비수로 활약하고 있다.

## 클럽 경력

### 경남 FC
2014 K리그 드래프트를 통해 경남 FC에 번외 지명되며 프로에 전격 입문한 후 2014 시즌 초반에는 같은 신인 선수이자 경쟁자인 권완규와의 주전 경쟁에서 밀리는 듯 했으나 권완규가 부상을 당한 이후 경남의 주전으로 발탁되었고 전북 현대 모터스와의 2014년 K리그1 15라운드 홈 경기에서는 프로 데뷔골을 신고했다.

### 부천 FC 1995
2014 시즌 종료 후 자유 계약으로 K리그2의 부천 FC 1995에 입단하여 2016 시즌까지 2시즌동안 공식전 74경기 4골 8어시스트를 기록하며 2016년 K리그2 플레이오프 진출을 이끌었고 이와 더불어 전북 현대와의 2016년 FA컵 8강전에서는 단독 드리블 돌파로 득점을 터뜨리며 부천 FC의 사상 첫 FA컵 4강 진출의 대업까지 이끄는 등 K리그2 탑급 풀백으로 자리를 잡았다.

### 인천 유나이티드
2016 시즌 종료 후 인천 유나이티드와 입단 계약을 체결한 후 큰 기대를 받으며 합류했으나 중대한 패스 미스와 수비 미스를 저지르는 등 부진의 늪에 빠졌고 설상가상으로 부상에서 완전히 벗어나지 못하면서 주전 자리에서 밀리는 수모를 맛보았다.

### 성남 FC
인천에서의 부진과 부상으로 주전 자리를 빼앗긴 후 2017 시즌 여름 이적 시장을 통해 K리그2의 성남 FC로 이적한 뒤 초기에는 부진의 늪에서 허덕이며 팬들에게 비판을 받기도 했으나 2018 시즌에는 성남의 부주장과 주장을 번갈아 맡아 공식전 32경기 4어시스트로 성남의 2018년 K리그2 준우승 및 3년만의 K리그1 복귀를 이끌며 팬들의 비판을 완전히 불식시켰다.

### 수원 FC1기
2018 시즌 종료 후 K리그2의 수원 FC로 이적하여 2019 시즌 공식전 24경기에 출전한 뒤 공익 근무를 위해 잠시 수원 FC를 떠났다.

### 파주시민축구단
2020 시즌을 앞두고 공익 근무를 위해 K4리그 소속팀인 파주시민축구단에 입단하여 2020 시즌 공식전 21경기 2골을 기록하며 2020년 K4리그 우승 및 2021년 K3리그 승격을 이끌었다.

### 포천시민축구단
파주시민축구단의 2020년 K4리그 우승과 2021년 K3리그 승격으로 더 이상 공익 근무가 불가능해지면서 2021 시즌에는 K4리그의 포천시민축구단 소속으로 공식전 27경기 7골 3어시스트를 기록한 후 2021년 10월 21일 공익 근무를 마치고 수원 FC로 복귀했다.

### 수원 FC 2기
파주와 포천에서의 공익 근무를 마치고 수원 FC로 복귀한 뒤 2021 시즌 잔여 경기에 출전하며 5위라는 수원 FC의 창단 첫 K리그1 역대 최고 성적에 힘을 보탰다.

### 충남 아산 FC
2022 시즌을 앞두고 K리그2의 충남 아산 FC 이적을 통해 K리그에 다시 복귀하자마자 팀의 부주장으로 선임되어 2022 시즌 6위라는 충남 아산 구단 역사상 K리그2 최고 성적을 이끌었고 그 후 친정팀인 부천 FC 1995와의 2023년 K리그2 30라운드 원정 경기에서는 K리그 통산 200경기 출장의 기록을 세웠다.
그리고 2024년 K리그2에서도 3시즌 연속 부주장을 맡아 K리그2 통산 200경기 출장이라는 대기록을 세우며 준우승이라는 충남 아산 FC 구단 역사상 K리그2 역대 최고 성적과 함께 사상 첫 K리그 승강 플레이오프 직행을 이끌었다.

## 대회 성적

### 클럽
부천 FC 1995
- K리그2 : 3위 (2016)
- 코리아컵 : 4강 (2016)

성남 FC
- K리그2 : 준우승 (2018)

파주시민축구단
- K4리그 : 우승 (2020)

충남 아산 FC
- K리그2 : 준우승 (2024)